# SDL Passolo
SDL Passolo là một công cụ bản địa hóa phần mềm trực quan chuyên ngành được phát triển để cho phép dịch các giao diện người dùng. Phiên bản hiện tại là Passolo 2015.

## Lịch sử
Công ty PASS Engineering GmbH được thành lập như là một nhà cung cấp hệ thống phân tích y tế tại Bonn, Đức, vào năm 1990 và nó đã chứng minh tầm quan trọng của việc cung cấp phần mềm y tế bản địa hóa. Do thiếu các công cụ thích hợp để làm điều này, họ đã bắt đầu phát triển công cụ bản địa hóa của riêng của họ mà họ gọi là Passolo. Sau khi lần đầu tiên được sử dụng trong nội bộ công ty riêng của họ, Passolo trở thành một công cụ bản địa hoá độc lập vào năm 1998.
Trong tháng sáu, năm 2007, SDL mua lại PASS Engineering. Trong năm 2012, nhóm phát triển ban đầu đã bị giải tán và việc phát triển và hỗ trợ đã được chuyển về Cluj, Romania.

## Giới thiệu về SDL Passolo
SDL Passolo là một công cụ bản địa hóa phần mềm có thể tùy chỉnh theo các nhu cầu của người dùng; không cần yêu cầu có kinh nghiệmlập trình. Nó cho phép người sử dụng để tập trung vào việc dịch bằng cách tăng tốc nhiều khía cạnh kỹ thuật của việc bản địa hóa phần mềm, và nó có thể làm việc trong chế độ WYSIWYG (What You See Is What You Get). Nên độ dài của một chuỗi văn bản thay đổi là kết quả của bản dịch (tức là trở nên dài hơn hoặc ngắn hơn), bất kỳ thay đổi bố trí cần thiết nào trên hộp thoại và các khung giao diện có thể được thực hiện trực tiếp bên trong ứng dụng này.
Ứng dụng này cung cấp các công cụ cần thiết để bản địa hoá tất cả các yếu tố có trong các phần mềm, bao gồm các chuỗi, các menu, hộp thoại, ảnh, và các biểu tượng, mà không yêu cầu quyền truy cập vào các tập tin văn bản nguồn hoặc môi trường phát triển được sử dụng để phát triển phần mềm, cũng như cung cấp chức năng tự động kiểm tra, giao diện cho bộ nhớ dịch chính, và các tùy chọn làm việc với tất cả các định dạng chính của Windows cũng như các tập tin văn bản và các định dạng gắn thẻ như XML và HTML.

## Mục đích
SDL Passolo cho phép người dùng:
- Sử dụng môi trường bản địa hóa trực quan để xem bản dịch nào là tốt nhất khi không có bối cảnh có sẵn
- Xem bản dịch của các hộp thoại và menu theo thời gian thực (WYSIWYG) và điều chỉnh chúng cho phù hợp
- Hoàn toàn tùy chỉnh SDL Passolo để đáp ứng nhu cầu của họ với một môi trường phát triển tích hợp
- Tích hợp SDL Passolo vào công việc quản lý hệ thống hoặc môi trường phát triển của họ[4]

## Các phiên bản
- SDL Passolo Translator Edition

Translator Edition là một trình biên tập miễn phí, có thể được tải về từ trang web của công ty. Nó cho phép dịch giả chỉnh sửa những bó được tạo ra với phiên bản Team hoặc Collaboration Edition. Nó cung cấp tất cả các chức năng ngoại trừ phân tích các tập tin nguồn hoặc tạo ra các tập tin đích.
- SDL Passolo Essential

SDL Passolo Essential được xem như là một ứng dụng nằm trong phiên bản mới nhất của SDL Trados. Phiên bản này cho phép người dùng tạo ra và dịch các dự án, cũng như tạo ra các tập tin đích bản địa hóa.
- Professional Edition

Professional Edition là một giải phápđộc lập  đặc biệt phù hợp cho các dự án bản địa hoá có kích thước từ vừa cho đến lớn. Nó hỗ trợ các thao tác bao chụp các mô-đun phức hợp. Vì phiên bản này được tích hợp với SDL Trados và SDL MultiTerm, dữ liệu dịch có thể được xuất để sử dụng trong khi dịch hướng dẫn sử dụng có liên quan và trợ giúp trực tuyến. Nó cũng có thể được sử dụng để trao đổi dữ liệu với các hệ thống khác. Môi trường phát triển tích hợp kịch bản cũng làm cho nó có thể thay đổi hoặc thêm chức năng vào SDL Passolo.
- Team Edition

Team Edition cung cấp các chức năng tương tự như các phiên bản Professional. Ngoài ra, nó có thể được sử dụng để tạo và quản lý một số lượng nhất định các bó dịch được cấp phép. Những bó dịch này có thể được xử lý bằng cách sử dụng Translator Edition miễn phí. Team Edition có ba tùy chọn khác nhau, tùy thuộc vào số lượng các bó dịch sử dụng trong một dự án cụ thể, với các tùy chọn 5, 10 hoặc không giới hạn.
- Collaboration Edition

Phiên bản Collaboration cung cấp các chức năng tương tự như Team Edition. Ngoài ra nó có thể tạo ra gói dịch có thể được đồng bộ hóa với các dự án ban đầu thông qua một folder mạng hoặc FTP server. Khi chức năng "Đồng bộ hóa xuất" được gọi là tất cả tập tin nguồn những thay đổi này sẽ được gửi đến các gói dịch và tất cả các bản dịch hiện tại được gửi trở lại cho dự án. Không cần phải nhập khẩu và tái xuất những bó để có dự án và các gói thông tin mới nhất.

## Yêu cầu đối với hệ thống
SDL Passolo chạy trên Windows XP, Windows Vista hoặc Windows 7. Nó cũng có thể dùng để bản địa hóa phần mềm cho Windows 9x.